# ترانشیمالایا
ترانشیمالایا (انگلیسی: Transhimalaya) که ترنس-هیمالایا (Trans-Himalaya) نیز نامیده می‌شود، رشته‌کوهی به طول ۱۶۰۰ کیلومتر در چین است که با راستای غربی-شرقی به موازات رشته‌کوه اصلی هیمالیا کشیده شده است. این رشته‌کوه در شمال رود یارلونگ تسانگپو و در لبه جنوبی فلات تبت قرار دارد.